# Hala Tivoli
Tivoli je sportovní hala ve slovinském hlavním městě Lublani. Nachází se ve stejnojmenném parku severně od centra města na úpatí kopce Rožnik. Komplex tvoří velká hala, sloužící hlavně pro lední hokej, a menší hala, určená pro basketbalové zápasy. Kapacita větší haly je 7000 sedících diváků pro hokejové zápasy. Menší hala pojme 4500 návštěvníků.
Hala byla otevřena v roce 1965. Domácí zápasy v ní hraje hokejový klub Hk Olimpija ljubljana, do roku 2011 ji využíval i košíkářský KK Olimpija. Kromě toho se zde konají koncerty populární hudby. Jako první zde vystoupil Louis Armstrong, rekordní návštěvou bylo 8000 lidí na koncertě Dire Straits v roce 1986.

## Akce konané v hale
- Mistrovství světa ve stolním tenise 1965
- Mistrovství světa v ledním hokeji 1966
- Mistrovství světa v basketbalu mužů 1970
- Mistrovství světa v krasobruslení 1970
- Mistrovství světa ve vzpírání 1982
- Mistrovství Evropy v házené mužů 2004
- Mistrovství Evropy v basketbale mužů 2013
- Mistrovství světa v hokeji divize I A